# Зинтс, Джефф
Джеффри Данстон Зинтс (англ. Jeffrey Dunston Zients) или Джефф Зинтс (англ. Jeff Zients; род. 12 ноября 1966) — американский политик, глава аппарата Белого дома (2023—2025).

## Биография
Окончил престижную частную школу Святого Альбана и Дьюкский университет. Начал профессиональную карьеру в бостонской консалтинговой фирме Bain & Co., позднее вернулся в Вашингтон и основал Corporate Executive Board, а также общественную организацию Urban Alliance Foundation.
В 2014—2017 годах занимал должность директора Национального экономического совета в администрации президента Барака Обамы.
В 2018 году вошёл в совет директоров Facebook после ухода Яна Кума.
Со вступлением в должность нового президента США Джо Байдена 20 января 2021 года Зинтс был назначен в администрации координатором по реагированию на эпидемию COVID-19. 17 марта 2022 года было официально объявлено о его отставке в апреле.
27 января 2023 года президент Джо Байден объявил о назначении Зинтса главой администрации.
8 февраля 2023 года Зинтс вступил в должность.